# Catherine Fookes
Catherine Fookes, née en octobre 1970, est une personnalité politique britannique.
Elle est conseillère municipale travailliste et directrice du Women's Equality Network.

## Biographie

### Carrière politique
Catherine Fookes est conseillère municipale travailliste ainsi que directrice du Women's Equality Network. 
Elle vit dans le Monmouthshire pendant plus de vingt ans avant d'être élue députée du Pays de Galles en 2024.